# Ietje Kooistra
Ietje (Ytsje) Kooistra (Drachten, 8 januari 1861 - Apeldoorn, 25 augustus 1923) was directrice en pedagoge aan de Rijkskweekschool voor Onderwijzeressen. Ze was de dochter van Folkert Kooistra en Ymkjen Pieters Keuning.
Als schippersdochter groeide ze op in een arm gezin dat een beroep moest doen op diakonie van de hervormde gemeente. Door bemoeienis van de dominee kon ze doorleren. Ze werkte daarna als onderwijzeres in Arnhem, Breda en aan de leerschool van de Rijkskweekschool in Middelburg. Na avondstudie werd ze benoemd als lerares wiskunde en handwerken aan de gemeentelijke kweekschool in Groningen. Per 1 april 1889 werd zij directrice.
Ietje Kooistra zette zich vooral in voor goed gymnastiekonderwijs, ook voor meisjes, de aanschouwelijke methode Frans en democratische verhoudingen tussen hoofd en leerkrachten. Om meisjes meer kansen te geven om door te leren werkte zij in 1894 mee aan de oprichting van de Groningse vereniging De Vrouwenbond. Ook landelijk zette zij zich in voor de emancipatie van vrouwen.
In 1894 verscheen haar handleiding voor onderwijzers en ouders Zedelijke opvoeding. Het gaf een realistisch beeld van de opvoeding. De positie van meisjes kreeg hierin extra aandacht. In 1896 werd zij directrice en leerkracht Pedagogiek aan de kweekschool in Apeldoorn. Ietje Kooistra publiceerde het reform-pedagogische tijdschrift van Jan Ligthart School en Leven. Als een van de eersten in Nederland sneed ze het thema Puberteit aan.
In 1914 ging haar gezondheid snel achteruit en ze eindigde in een wagentje. In Apeldoorn werd een straat naar haar vernoemd.

## Publicaties
- Opmerkingen over het straffen in: Nieuw Tijdschrift ter Bevordering van de Studie der Paedagogiek, 1894, 85-94;
- Determinisme en opvoeding in: Nieuw Tijdschrift ter Bevordering van de Studie der Paedagogiek, 1896, 23-41, 82-97;
- Klikken in: Belang en Recht, 1.4.1901, 95-107;
- Liefde in: School en Leven. Weekblad voor opvoeding en onderwijs in school en huisgezin, 30.5.1907, 609-16;
- Menschen in wording (Amsterdam 1913); Opvoeder en kind. Paedagogische voordrachten en schetsen (Amsterdam 1916);
- Opvoeder en kind. Paedagogische voordrachten en schetsen, Amsterdam 1916
- Opmerkingen over het schoolverzuim van onderwijzers en onderwijzeressen in: School en Leven, 11.4.1918, 541-4;
- De puberteitsjaren in: School en Leven, 1918, 593-601, 611-8, 625-33, 641-8, 657-65, 673-84, 689-96;
- Herinneringen in: Gedenkboek van de Rijkskweekschool voor onderwijzeressen te Apeldoorn. Ter gelegenheid van haar 25-jarig bestaan 1896-1921 (Groningen 1921) 23-9;
- Van ziel tot ziel. Verm. herdruk van Opvoeder en kind (Groningen 1923).
- Zedelijke Opvoeding, Groningen 1894 (in totaal elf drukken)
- Onze Groote Kinderen. Over opvoeding in de puberteitsjaren, deel 1: Hun wezen en ons doel, Amsterdam 1918; deel 2:Streven naar ons doel, Amsterdam 1919
- Van ziel tot ziel. Paedagogische voordrachten en schetsen, Amsterdam 1923